# Deutsche Schule Ankara
Die Deutsche Schule Ankara  (Privatschule der Deutschen Botschaft Ankara – Ernst-Reuter-Schule) ist eine Privatschule in Ankara, der Hauptstadt der Türkei, und wurde 1952 gegründet. Sie befindet sich im Stadtzentrum. Es handelt sich um eine von drei Deutschen Schulen in der Türkei. Es besteht eine Zweigstelle in Istanbul und in Izmir. Die Schule trägt seit 2002 den Namen „Ernst-Reuter-Schule“. Der Namenspatron Ernst Reuter war während seines Exils in der Türkei Berater des türkischen Wirtschaftsministeriums, in Ankara wurde er außerdem Professor für Städtebau. Die Schule ist Mitglied im Weltverband Deutscher Auslandsschulen.

## Schulprogramm
Die Schule läuft vom Kindergarten bis zur 10. Jahrgangsstufe, nach deren Vollendung man an dem bilingualen (englisch-deutschen) IB-Programm (International Baccalaureate) teilnehmen kann. Insgesamt verfolgt die Schule das Konzept, eine Ausbildung vom Kindergarten bis zur Internationalen Hochschulzugangsberechtigung anzubieten.
Besonderer Wert wird auf Sprachen gelegt, so beginnt mit der 2. Jahrgangsstufe der Türkischunterricht, in der 3. Klasse der Englischunterricht.

## Trägerschaft
Träger ist der Deutsche Schulverein Ankara (jedoch Zweigstelle Istanbul: Schulverein der Privatschule der Deutschen Botschaft Ankara – Zweigstelle Istanbul; jedoch Zweigstelle in Izmir: Schulverein der Deutschen Schule Izmir – Privatschule der Deutschen Botschaft Ankara).
Pädagogisch, personell und finanziell wird die Privatschule der deutschen Botschaft wie auch andere Auslandsschulen von der Zentralstelle für das Auslandsschulwesen im Bundesamt für Auswärtige Angelegenheiten unterstützt.

## Schülerschaft
Im Kindergarten der Schule werden Kinder ab drei Jahren angenommen. In der ganzen Schule besteht im Gegensatz zu den meisten Schulen in der Türkei kein Uniformzwang. Die Schülerzahl beträgt circa 200 Schüler in Koedukation.